# Стэнли, Уильям, 3-й барон Монтигл
Уильям Стэнли (англ. William Stanley; 1528 — 10 ноября 1581) — английский аристократ, 3-й барон Монтигл с 1560 года. При жизни отца заседал в Палате общин. Участвовал в войнах с Шотландией, принадлежал к католическому меньшинству.

## Биография
Уильям Стэнли был единственным сыном Томаса Стэнли, 2-го барона Монтигла, и его первой жены Мэри Брэндон. Он родился в 1528 году. 12 декабря 1553 года Уильям получил часть наследства своего деда по матери Чарльза Брэндона, 1-го герцога Саффолка (другие части достались Фрэнсис Грей и Маргарет Клиффорд); эти владения находились главным образом в Линкольншире. При жизни отца, в 1555 году, Уильям заседал в Палате общин как представитель Ланкашира, но его деятельности в качестве депутата практически ничего не известно.
В начале 1558 года Томас Стэнли получил приказ сформировать воинский отряд в 150 человек и направить его под началом сына в Бервик на шотландской границе, в качестве подкрепления местному гарнизону. Этот приказ был выполнен, но 14 февраля того же года Тайный совет вынес обоим Стэнли выговор за то, что они набрали людей в Сомерсете и Девоне (сделать это нужно было в северных графствах). В том же году Уильям участвовал в набеге на Шотландию.
После смерти отца в 1560 году Уильям занял место в Палате лордов как 3-й барон Монтигл и принёс присягу королеве за семейные владения. Полученное им наследство, само по себе не слишком богатое, по-видимому, было обременено долгами, так что в последующие годы барон оформил ряд разрешений на продажу отдельных поместий (главным образом в Линкольншире), чтобы выручить деньги. В соответствии с семейной традицией Уильям был сторонником старой религии, и это помогало ему во время правления католички Марии (1553—1558), но не мешало в правление протестантки Елизаветы (после 1558). Барон регулярно посещал Палату лордов до 1576 года, когда назначил своим доверенным лицом Уильяма Сесила, 1-го барона Бёрли; с 1580 года его доверенным лицом был Томас Рэдклифф, 3-й граф Сассекс. О деятельности Стэнли в палате мало что известно. Барон умер 10 ноября 1581 года.
Стэнли был женат дважды: на Энн Лейбёрн, дочери сэра Джеймса Лейбёрна, и на Энн Спенсер, дочери сэра Джона Спенсера и Кэтрин Китсон. Его единственным ребёнком стала дочь Элизабет, жена Эдуарда Паркера, 12-го барона Морли. После смерти барона в 1581 году его владения и титул перешли к внуку, Уильяму Паркеру. Вдова Стэнли вышла за Генри Комптона, 1-го барона Комптона, а после его смерти — за Роберта Сэквилла, 2-го графа Дорсета.